# Ferrovia Saint-Gingolph-Saint-Maurice
La ferrovia Saint-Gingolph–Saint-Maurice (nota anche come ligne du Tonkin) è una linea ferroviaria a scartamento normale della Svizzera.

## Storia
Nel 1853 il conte Adrien de Lavalette ottenne la concessione dal canton Vallese per la costruzione di una ferrovia tra Bouveret, Saint-Maurice e Sion (con l'intenzione di prolungarla verso Briga, il passo del Sempione e l'Italia). Per la costruzione e l'esercizio della linea fu costituita la Compagnie de la Ligne d'Italie (LI), che aprì la tratta Bouveret-Martigny il 14 giugno 1859, prolungata a Sion il 10 maggio 1860 e a Sierre il 15 ottobre 1868, dopo difficoltà finanziarie che avevano portato alla rifondazione della società nel 1867. Nuove difficoltà finanziarie portarono nel 1872 alla decadenza della concessione; i beni della società vennero venduti all'asta nel 1874 ad un consorzio formato da una società finanziaria vodese ed alla Chemins de fer de la Suisse Occidentale (SO): la Compagnie du Simplon (S), assorbita dalla SO nel 1881 creando la Suisse-Occidentale-Simplon (SOS).
Il 1º giugno 1886 aprì all'esercizio la tratta tra Saint-Gingolph e Bouveret, che allacciava la linea alla ferrovia Longeray-Léaz - Le Bouveret della Compagnie des chemins de fer de Paris à Lyon et à la Méditerranée. La linea divenne nota come ligne du Tonkin, in quanto gli acquitrini presenti nella zona tra il Rodano e il lago di Ginevra ricordavano quelli presenti nel Tonchino.
Il 1º gennaio 1890 la SOS si fuse con la Jura-Bern-Luzern-Bahn (JBL) nella Compagnia del Giura-Sempione (JS). La JS venne nazionalizzata il 1º maggio 1903: le sue linee entrarono a far parte delle Ferrovie Federali Svizzere (FFS).
Il servizio passeggeri transfrontaliero fu soppresso il 1º maggio 1938 (venne riattivato, a fini turistici, tra il 1986 e il 1998); rimase attivo il servizio merci fino al 1988. Durante la Seconda guerra mondiale la ferrovia fu l'unica via di collegamento non sottoposta a controlli da parte dell'occupante tedesco tra la Francia controllata dal governo di Vichy e la Svizzera.
La tratta Saint-Maurice-Monthey fu elettrificata il 18 maggio 1946; il 3 ottobre 1954 venne elettrificata la tratta Monthey-Saint-Gingolph.
Negli anni Ottanta la linea corse il rischio di essere soppressa, in quanto l'esercizio non risultava remunerativo per le FFS. Dal cambio di orario del 14 dicembre 2003 l'esercizio della linea è curato dalla società RegionAlps (RA), partecipata dalla Transports de Martigny et Régions (TMR), dalle FFS e dal canton Vallese.

## Caratteristiche
La linea, a scartamento normale, è lunga 26,84 km. La linea è elettrificata a corrente alternata monofase con la tensione di 15.000 V alla frequenza di 16,7 Hz; la pendenza massima è del 12 per mille. È interamente a binario unico (ad eccezione del tratto St-Maurice-Les Paluds).

### Percorso
| Unknown route-map component "exCONTg" |

| + Unknown route-map component "GRZq" | Unknown route-map component "exWBRÜCKE1" + Unknown route-map component "exlZOLL" | + Unknown route-map component "GRZq" |

| Unknown route-map component "KHSTxa" |

| Station on track |

| Stop on track |

| Stop on track |

| Stop on track |

|  | Unknown route-map component "ABZgnl" | Unknown route-map component "nKBSTeq" |

|  | Unknown route-map component "ABZg+nl" | Unknown route-map component "nKBSTeq" |

| Unknown route-map component "LSTR+l" | Unknown route-map component "LSTRq" | Unknown route-map component "KRZu" | Unknown route-map component "CONTfq" |  |

| Unknown route-map component "LSTR" |  | Stop on track |  |  |

| Unknown route-map component "LSTR" |  | Unknown route-map component "ABZgnl" | Unknown route-map component "nKBSTeq" |  |

| Unknown route-map component "LCONTgq" | Unknown route-map component "LABZg+r" |  | Straight track |  |  |  |

| Unknown route-map component "exLSTR" + Unknown route-map component "LKBHFe" |  | Straight track |  |  |

| Unknown route-map component "exLSTRl" | Unknown route-map component "exLKBHFeq" | Station on track |  |  |

| Unknown route-map component "nKBSTaq" | Unknown route-map component "ABZg+nr" |  |

| Stop on track |

|  | Unknown route-map component "ABZg+l" | Unknown route-map component "CONTfq" |

| Straight track |

| 1,47  |
| 50,07 |

| Enter and exit tunnel |

| Station on track |

| Continuation forward |

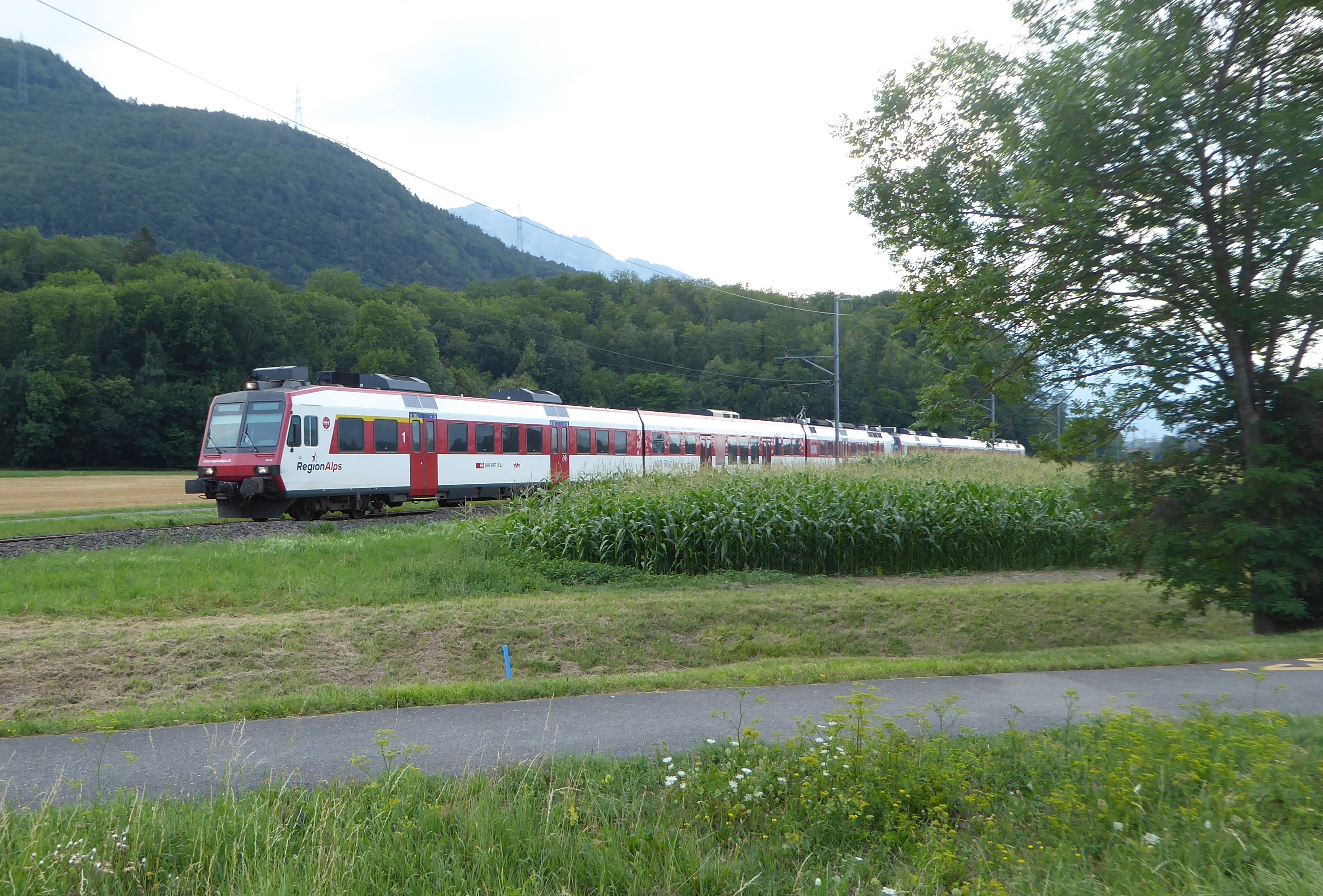
Un convoglio NPZ Domino di RegionAlps tra Les Paluds e Massongex

La linea parte dalla fermata di Saint-Gingolph, situata nei pressi della frontiera francese. Costeggia il lago di Ginevra fino a Le Bouveret, quindi corre parallelo al canale Stockalper sino a Collombey-Muraz. A Monthey la linea incrocia la ferrovia Aigle-Ollon-Monthey-Champéry. Dopo aver toccato Massongex la ferrovia si innesta nella linea tra Losanna e Briga, terminando alla stazione di Saint-Maurice.